# Let Me (cântec de Rihanna)
Let Me este cel de-al treilea single extras de pe albumul de debut al cântăreței Rihanna. Cântecul a fost lansat doar în Japonia, unde a câștigat poziția cu numărul opt în clasamente.